# Boss DS-1 Distortion
Boss DS-1 Distortion är en effektpedal för gitarr, tillverkad av Roland Corporation under varumärket Boss sedan 1978. DS-1 var den första distorsionseffekten tillverkad av Boss, och har blivit en klassisk pedal som använts av flera kända gitarrister.
1987 släppte Boss en uppföljare till pedalen, DS-2 Turbo Distortion, med stora likheter med DS-1, samt ett läge för "turbo", som ger en skarpare ton i mellanregistret.
2017 släppte Boss en begränsad utgåva i svart, för att fira pedalens 40-årsjubileum.

Boss DS-1 använder hård klippning, vilket ger en hård och kraftfull distorsion.